# アイアンマン・マッチ
アイアンマン・マッチ（Iron Man Match、鉄人戦）は、プロレスの試合形式の一種。

## 概要
設定された制限時間内（多くの場合60分もしくは30分）に、3カウント、ギブアップ、反則、リングアウトでどれだけ勝利数を稼げるかを競い、時間切れの時点で勝利数が上回っていたら勝利という過酷な試合形式。裁定に関しては通常の試合形式と同様。時間切れの地点で同点だった場合は、そのまま時間無制限1本勝負のサドンデスによる延長戦に突入する。
非常に高いレベルでの技術と体力を必要とするため、WWF時代を通じてWWEでも数年に一度しか行われない試合形式である。初めてこの形式で行われた試合は1992年のWCWでのリッキー・スティムボート対リック・ルード戦で、1996年のWrestleMania XIIでブレット・ハート対ショーン・マイケルズのWWF世界ヘビー級選手権試合で初めて60分間で行われ、そのときは60分に達しても両者ひとつもポイントが取れないという予測しがたい展開となり、結局サドンデスでマイケルズが勝利した。その後もWWEでの60分制アイアンマン・マッチは4試合しか行われていない。事実上、WWEにおいては究極の試合形式と言っても過言ではない。
日本国内では、ハヤブサと冬木弘道がシングルマッチで、金村キンタローと黒田哲広はタッグ形式でこのルールの試合を行った事がある。女子ではチェリーと宮崎有妃が初めてこのルールで対戦しており、後にさくらえみと松本都も同様に対戦している。
サブミッション（関節技、絞め技）のみがポイントとなる形式は、アルティメット・サブミッション・マッチ（Ultimate Submission Match）と呼ばれる。
なお、DDTのアイアンマンヘビーメタル級王座はWWEハードコア王座をモチーフとしたもので、アイアンマン・マッチの王座という訳ではない。

## 主なアイアンマン・マッチ

### 60分制
- 1996年3月31日 WWF WrestleMania XII

WWF王座戦
●ブレット・ハート（0－1）ショーン・マイケルズ○
両者無得点で時間切れのため、サドンデス方式延長戦による
ショーン・マイケルズがWWF王座を獲得
- 2000年5月21日 WWF Judgment Day 2000

WWF王座戦
●ザ・ロック（5－6）トリプルH○
トリプルHがWWF王座を獲得
- 2003年9月18日 WWE SmackDown!

WWE王座戦
●カート・アングル（4－5）ブロック・レスナー○
ブロック・レスナーがWWE王座を獲得
- 2004年7月26日 WWE RAW

世界ヘビー級王座戦
○クリス・ベノワ（4－3）トリプルH●
クリス・ベノワが世界ヘビー級王座を防衛
- 2009年10月25日 WWE Bragging Rights 2009

WWE王座戦
●ランディ・オートン（5－6）ジョン・シナ○
ジョン・シナがWWE王座を獲得
- 2013年6月10日 WWE RAW

△トリプルH（0－0）カーティス・アクセル△
試合開始直後にビンス・マクマホンが没収試合を宣告・試合中止に
- 2023年3月5日 AEWレボリューション

AEW世界王座戦
○MJF（4－3）ブライアン・ダニエルソン●
60分で決着つかず、延長戦でMJFが防衛

### 変則制
- 1992年6月20日 NWA-WCW Beach Blast 1992 30分制

○リッキー・スティムボート（4－3）リック・ルード●
- 2001年4月29日 WWF Backlash 2001 30分制/アルティメット・サブミッション・マッチ

○クリス・ベノワ（4－3）カート・アングル●
両者同点で時間切れのため、サドンデス方式延長戦による
- 2005年6月2日 WWE SmackDown! 15分制/タッグマッチ

WWEタッグ王座戦
○MNM（2－1）ハードコア・ホーリー＆チャーリー・ハース●
MNMがWWEタッグ王座を防衛
- 2005年10月3日 WWE RAW Homecoming 30分制

WWE王座第一挑戦者決定戦
△カート・アングル（2－2）ショーン・マイケルズ△
延長戦は行われず
- 2015年10月7日 NXT TakeOver: Respect 30分制

NXT女子王座戦
●サーシャ・バンクス（2－3）ベイリー
ベイリーが王座防衛
- 2016年12月18日 Roadblock: End of the Line 30分制

WWEロウ女子王座戦
○シャーロット・フレアー（3－2）サーシャ・バンクス●
シャーロットが王座防衛
- 2017年7月9日 Great Balls of Fire 30分制/タッグマッチ

WWE ロウ タッグチーム王座戦
○シェイマス&セザーロ（4－3）ハーディー・ボーイズ●
シェイマス&セザーロが王座防衛